# Telecinco

Logo van Telecinco

Telecinco is een Spaanse commerciële televisiezender die eigendom is van Mediaset España comunicación, een dochterbedrijf van het Italiaanse bedrijf Mediaset, het mediaconglomeraat dat oorspronkelijk eigendom was van Silvio Berlusconi. Telecinco was een van de eerste commerciële zenders in Spanje, dat sinds 1989 uitzendt als testprogramma, en sinds 1990 met een officieel programma. Het is een van de best bekeken zenders na La 1 van het publieke omroepbedrijf TVE, en tussen 2004 en 2009 zelfs de meest bekeken zender van het land. 
Het bedrijf richt zich voornamelijk op amusementsprogramma's zoals realityseries, televisieseries (de meeste van Spaanse makelij) en films. De zender is in het verleden regelmatig in opspraak gekomen voor het produceren van Telebasura ('afval-TV') en is zelfs meerdere malen veroordeeld voor privacyschending. 
Een van de belangrijkste gezichten van de zender is journalist en presentatrice Ana Rosa Quintana.